# بال بي. ناغي
بال بي. ناغي (بالمجرية: B. Nagy Pál)‏ هو مبارز بالسيف مجري، ولد في 2 مايو 1935 في سولنوك في المجر.

## وصلات خارجية
- بال بي. ناغي على موقع أوليمبيديا (الإنجليزية)
- بال بي. ناغي على موقع اللجنة الأولمبية المجرية (الهنغارية)